# Jar rzeki Rosicy
Jar rzeki Rosicy – zespół przyrodniczo-krajobrazowy o powierzchni 40 ha, w Płocku. Został ustanowiony uchwałą nr 998/XLIX/02 Rady Miasta Płocka z dnia 29 stycznia 2002 roku. 
Obszar zespołu został zaktualizowany Uchwała nr 459/XXVII/2021 Rady Miasta Płocka z dnia 28 stycznia 2021 r. aktualna powierzchnia Zespołu przyrodniczo-krajobrazowego to 34,76 ha.
Chroni naturalny krajobraz z korytarzem ekologicznym.

## Flora
Wzdłuż brzegów Rosicy występuje zespół łęgu olszowego z dominacją olszy czarnej. W warstwie krzewów towarzyszą mu: bez czarny, czeremcha zwyczajna i trzmielina europejska. Fragmentarycznie w dolinie Rosicy znajduje się łęg wierzbowo-topolowy z dominującymi gatunkami wierzby kruchej i białej, topoli czarnej i białej. Duży udział gatunków reprezentujących ten zespół w dolinie Rosicy wskazuje na bliskość Wisły i powiązania obydwu dolin. W kilku miejscach wzdłuż jaru występuje las grądowy. Reprezentują go grab, dąb, a w podszycie leszczyna i trzmielina. Częstym zbiorowiskiem roślinnym jest też zbiorowisko z klonem jesionolistnym.
Dobrze nasłonecznione miejsca jaru Rosicy zajmują zbiorowiska ciepłolubne – znajdują się na erozyjnych półkach doliny, gdzie drzewostan jest rzadki. Zbiorowiska te wkroczyły na miejsce wyciętych lub wypalonych drzew i są to: róża, głóg, grusza pospolita, śliwa tarnina, dereń świdwa i śliwa mirabelka. Poza krawędzią doliny, na polanach i odsłoniętych zboczach występują zbiorowiska trawiaste i ziołoroślowe – wśród nich licznie występuje nawłoć i wrotycz oraz pokrzywa.

## Fauna
Odcinek rzeki objęty ochroną charakteryzuje się szybkim nurtem, kamienistymi bystrzami, a woda jest dobrze natleniona. Takie warunki prowadzą do bytowania wielu gatunków kręgowców i bezkręgowców wodnych.
Z ptaków występują na skraju lasu: trznadel zwyczajny i ortolan. W gęstych krzewach gniazduje: piecuszek, pokrzewki, gąsiorek. W rzadkich drzewostanach obserwuje się kulczyki, zięby, krętogłowy, dzięcioły, kowaliki, pełzacze i kukułki. Żyją tutaj również kuropatwy.
Ze ssaków zlokalizowane zostały: kuna domowa, jeż wschodni, ryjówka aksamitna, ryjówka malutka, bóbr i rzęsorek rzeczek. Gryzonie: królik europejski, kret europejski, mysz polna i zaroślowa.